# Clavijo
Clavijo è un comune spagnolo di 228 abitanti situato nella comunità autonoma di La Rioja.

## Storia
Clavijo è famosa per l'omonima battaglia combattuta nel IX secolo, nella quale, secondo la leggenda, San Giacomo (Santiago) nelle vesti di Matamoros (Ammazza-mori), in sella a un cavallo bianco, aiutò l'esercito asturiano contro le truppe islamiche, una leggenda che diede origine all'iconografia di Santiago Matamoros.
A seguito della battaglia in cui Ramiro I delle Asturie sconfisse l'emiro ʿAbd al-Rahmān II, il tributo annuo da versare a Cordova e consistente, secondo la leggenda, in 100 giovinette (per questo motivo il tributo si chiamava "delle cento donzelle"), iniziato con il regno di Mauregato delle Asturie, divenne il voto de Santiago, consistente in un tributo in denaro al santuario di Santiago di Compostela.